# 涼高山牌坊群
涼高山牌坊群位於四川省自貢市大安區，文物遺址年代判定為清代。2007年6月1日公佈為四川省第七批文物保護單位。
- 涼高山張氏節孝坊
- 涼高山王氏節孝坊
- 大山鋪鎮的顏氏節孝坊
- 大山鋪鎮回龍橋碑銘坊
- 鳳凰鄉謝氏節孝坊
- 鳳凰鄉何氏節孝坊
- 大安街的阮家大墳四腳坊